# Rivière des Étangs
Rivière des Étangs är ett vattendrag i Kanada.   Det ligger i provinsen Québec, i den sydöstra delen av landet, 300 km öster om huvudstaden Ottawa.
Runt Rivière des Étangs är det ganska glesbefolkat, med 28 invånare per kvadratkilometer.